# UAZ Simbir
La UAZ Simbir (dal russo Симбир, leopardo), modello 3162 della Casa automobilistica UAZ, è un veicolo fuoristrada prodotto nello stabilimento russo di Ulyanovsk tra il 2000 e il 2005.  Questo veicolo è completamente indipendente dalla UAZ-469 e da tutti i modelli nati come modifica di quest'ultima. La sua origine, piuttosto, è legata alla UAZ-3160. Il 5 agosto 1997 il primo prototipo della UAZ-3160 lasciava le linee di assemblaggio, mentre già il 27 aprile 2000 iniziava la produzione della UAZ-3162 Simbir, che adottava un passo maggiorato e mutuava gli assi Spicer della UAZ-3160.
La versione pick-up della Simbir (UAZ-2360) è stata prodotta in pochi esemplari tra il 2004 e il 2005. Il carico utile era di circa 1000 kg.
La produzione della Simbir normale è cessata nel 2004.

## Le Simbir all'estero
Nel 2002 pareva già in dirittura d'arrivo l'accordo con l'azienda italiana De Tomaso per la produzione del veicolo anche in Italia, equipaggiandolo di un propulsore prodotto dall'Iveco; anche i livelli di produzione annunciati erano piuttosto elevati. L'accordo non ebbe poi alcun seguito, anche a causa della sopravvenuta morte di Alejandro de Tomaso.

## Altri dati
- Carrozzeria: wagon 5 porte (4-5 posti)
- Trasmissione: integrale permanente
- Motore: ЗМЗ (ZMZ)-409.10 benzina
- Altezza da terra: 210 mm
- Carreggiata posteriore: 1600 mm
- Carreggiata anteriore: 1600 mm
- Capacità di carico: 800 kg[4][5]